# Мудін
Мудін (узб. Mudin, Мудин) — міське селище в Узбекистані, у Касанському районі Кашкадар'їнської області.
Статус міського селища з 2009 року.